# ألفارو نوبل
ألفارو نوبل (بالإسبانية: Álvaro Noble)‏ (25 أغسطس 1985 بمونتفيدو في الأوروغواي - ) هو لاعب كرة قدم أوروغواني في مركز الوسط. لعب مع بيلا فيستا ورامبلا جونيورز ونادي دانوبيو.

## وصلات خارجية
- ألفارو نوبل على موقع إي إس بي إن إف سي (الإنجليزية)
- ألفارو نوبل على موقع قاعدة بيانات كرة القدم.إي يو (الإنجليزية)